# Igrzyska śmierci
Igrzyska śmierci (tyt. oryg. The Hunger Games) – powieść dla młodzieży z gatunku science fiction napisana przez Suzanne Collins. Ukazała się 14 września 2008 w Stanach Zjednoczonych. W Polsce została wydana 6 maja 2009 roku przez wydawnictwo Media Rodzina.
Książka jest pierwszą z trzech części serii o tym samym tytule, druga część – W pierścieniu ognia (ang. Catching fire) ukazała się w Stanach Zjednoczonych 1 września 2009 roku (w Polsce 12 listopada 2009). Trzecia część – Kosogłos (ang. Mockingjay) miała premierę w Stanach Zjednoczonych 24 sierpnia 2010, natomiast w Polsce ukazała się 10 listopada 2010 roku.
W Stanach Zjednoczonych jest lekturą szkolną do klas VI.

## Fabuła
Akcja rozgrywa się w przyszłości, w totalitarnym państwie Panem powstałym na gruzach zniszczonych licznymi katastrofami Stanów Zjednoczonych. Państwo było podzielone na Kapitol, pełniący rolę stolicy, oraz 13 otaczających go dystryktów, istniejących w celu zaspokajania potrzeb mieszkańców Kapitolu. 74 lata przed rozpoczęciem akcji książki dystrykty zbuntowały się przeciwko władzy i doprowadziły do wybuchu wojny domowej, nazywanej Mrocznymi Dniami. Władze krwawo stłumiły powstanie, a w celu zastraszenia obywateli oraz w celu zapobiegania podobnych zdarzeń w przyszłości, całkowicie zniszczono Trzynasty Dystrykt (najbardziej niebezpieczny, władający bronią atomową, choć ludność dystryktu zdołała przetrwać pod ziemią). Na pamiątkę tych wydarzeń co roku organizowane są Głodowe Igrzyska – krwawe zawody, na które każdy dystrykt ma obowiązek dostarczyć chłopaka i dziewczynę w wieku od 12 do 18 lat wyłonionych podczas tzw. dożynek. Uczestnicy, zwani trybutami, są zamykani na ogromnej arenie kontrolowanej przez Kapitol i zmuszani do walki na śmierć i życie. Nagrodą dla zwycięzcy jest luksusowy dom w Wiosce Zwycięzców i ogromna, jak na warunki dystryktu, pensja od państwa.
Główną bohaterką powieści jest Katniss Everdeen, szesnastoletnia dziewczyna wywodząca się z najbiedniejszego i najbardziej dyskryminowanego Dwunastego Dystryktu. Kiedy jej młodsza siostra, Primrose, zostaje wylosowana do udziału w igrzyskach, Katniss zgłasza się na ochotnika i zajmuje jej miejsce. Drugim trybutem zostaje Peeta Mellark, syn piekarza, który kilka lat wcześniej uratował Katniss i jej rodzinę przed śmiercią głodową. Oboje zostają przewiezieni do Kapitolu i są przygotowywani do udziału w zawodach. Pławią się w luksusie, spożywają regularne i wykwintne posiłki i trenują. W trakcie prezentacji umiejętności Peeta wyznaje, że jest zakochany w Katniss. Wspólnie z Haymitchem Abernathym – zwycięzcą jednej z poprzednich edycji igrzysk i mentorem trybutów z Dwunastego Dystryktu – postanawiają udawać zakochanych, by zapewnić sobie popularność i wsparcie sponsorów.
Dzień po prezentacji trybuci zostają przewiezieni na arenę. Igrzyska rozpoczynają się bitwą przy Rogu Obfitości – wielkiej konstrukcji, z której wysypują się przedmioty niezbędne do przetrwania. W walce ginie jedenastu z dwudziestu czterech trybutów. Wkrótce po tym Katniss dowiaduje się, że Peeta sprzymierzył się z grupą „zawodowców” – trybutów z Pierwszego, Drugiego i Czwartego Dystryktu, specjalnie szkolonych do udziału w igrzyskach. Wspólnie z nimi zabija jedną z uczestniczek i tropi pozostałych. Katniss decyduje się na ucieczkę, jednak pożar wywołany przez organizatorów zmusza ją do zbliżenia się do ścigających. Grupa znajduje ją na drzewie, ale nie jest w stanie jej zaatakować. Dzięki pomocy Rue, dziewczyny z Jedenastego Dystryktu, Katniss zrzuca na grupę gniazdo gończych os – zmutowanych owadów, znacznie bardziej niebezpiecznych niż zwykłe osy. W ataku ginie kolejna dwójka trybutów, a Katniss zdobywa łuk od jednej z zaatakowanych. Sama również zostaje użądlona, ale Peeta odnajduje ją i każe uciekać, zanim znajdą ją zawodowcy. Dziewczyna ukrywa się w jamie tuż przed zapadnięciem w śpiączkę wywołaną jadem.
Po pewnym czasie Katniss budzi się i odnajduje Rue, po czym proponuje jej zawarcie sojuszu. Wspólnie wysadzają w powietrze zapasy zgromadzone przez zawodowców, którzy przed tym zabili kolejną uczestniczkę. Rozwścieczony stratą Cato – trybut z Drugiego Dystryktu i nieformalny przywódca grupy – zabija chłopaka, który wcześniej wykorzystał miny do ochrony zapasów. Katniss wraca do Rue i odkrywa, że zaatakował ją chłopak z Pierwszego Dystryktu. Zabija go strzałem z łuku, jednak spóźnia się i Rue również ginie, przeszyta oszczepem. Tej nocy zostaje ogłoszona zmiana w zasadach igrzysk – jeśli ostatnia dwójka trybutów będzie pochodzić z tego samego dystryktu, oboje zwyciężą. Katniss postanawia to wykorzystać i znaleźć Peetę, który – według podsłuchanej rozmowy – został zaatakowany i ciężko raniony przez Cato.
Poszukiwania Peety kończą się sukcesem, jednak chłopak jest ciężko ranny. W dodatku Katniss odkrywa, że chłopak cierpi na posocznicę i jeśli szybko nie otrzyma leków, umrze. Ze względu na ciężki stan chłopaka, oboje ukrywają się w niewielkiej jaskini. W tym czasie prowadzący igrzyska zaprasza uczestników na „ucztę”, gdzie – według jego słów – wszyscy znajdą to, czego potrzebują. Pomimo zakazu Katniss wyrusza w celu zdobycia lekarstwa. Znajduje je, jednak zostaje zaatakowana przez Clove, sojuszniczkę Cato z tego samego Dystryktu. Zostaje ranna w głowę. Przed śmiercią ratuje ją Thresh, chłopak z Jedenastego Dystryktu, który zabija Clove i decyduje się puścić Katniss w ramach wdzięczności za pomoc Rue. Ranna Katniss dociera do Peety i ostatkiem sił podaje mu lekarstwo.
Chłopak zdrowieje i przez pewien czas to on opiekuje się swoją partnerką. W tym czasie oboje wyznają sobie miłość, co dla Katniss stanowi część strategii. Pod koniec ostatniego dnia w jaskini dochodzi ich wieść o śmierci Thresha, którego zabił Cato. Ze względu na wyczerpanie zapasów wyruszają na łowy, jednak zmuszeni są się rozdzielić. Katniss poluje, a Peeta zbiera jagody. Po ponownym spotkaniu główna bohaterka zauważa, że ktoś zabrał część ich zapasów, które chłopak zostawił, idąc na poszukiwanie jagód. Okazuje się, że to dziewczyna z Piątego Dystryktu, nazwana przez Katniss „Liszką”, ze względu na rude włosy i rysy upodobniające ją do lisa. Zjadła też część jagód zebranych przez Peetę – okazuje się jednak, że przez pomyłkę chłopak zebrał trujące owoce i ich przeciwniczka ginie na skutek zatrucia. Na arenie pozostali już tylko oni i Cato. Organizatorzy osuszają arenę, pozostawiając wodę tylko w wielkim jeziorze, tym samym Katniss i Peeta zostają zmuszeni, by powrócić do Rogu Obfitości i tam rozegrać decydujące starcie.
Kiedy przybywają na miejsce, dostrzegają Cato ściganego przez stado zmutowanych bestii przypominających wilki. Katniss strzela do niego, ale chłopak ma na sobie pancerz i strzała nie wyrządza mu żadnej szkody. Mutanty atakują całą trójkę, a Katniss z przerażeniem odkrywa, że mutanty stworzono z ciał zabitych wcześniej trybutów. Peeta ponownie zostaje ranny w nogę, a następnie schwytany przez Cato. Katniss i Peeta zrzucają swojego wroga w paszcze mutantów. Ten przez długi czas się broni, jednak w końcu pada. Katniss decyduje się go dobić, aby zakończyć igrzyska i wezwać pomoc dla Peety, jednak zaraz po śmierci Cato organizatorzy wycofują wprowadzoną wcześniej zasadę. Zdesperowany Peeta prosi Katniss o śmierć, ale ona się nie zgadza. Podaje mu garść jagód, którymi wcześniej zatruli Liszkę, po czym nakłania go do zjedzenia ich razem z nią. W ostatniej chwili organizatorzy powstrzymują ich i ogłaszają oboje zwycięzcami. Nie mogą sobie pozwolić, by igrzyska nie miały zwycięzcy.
Katniss i Peeta zostają przewiezieni z powrotem do Kapitolu i poddani intensywnej terapii. Przed ceremonią nagrodzenia zwycięzców Haymitch ostrzega Katniss, że ich działania rozwścieczyły władze i że – jeśli chcą uniknąć kłopotów – muszą przekonać wszystkich, że zrobili to z miłości do siebie. Ceremonia i wywiady po niej przebiegają bez problemu, a Katniss i Peeta sprawiają wrażenie zakochanych w sobie do szaleństwa. Jednak im bliżej domu, tym uczucia Katniss bardziej się komplikują. W pociągu prowadzącym do ich domu Peeta dowiaduje się, że miłość pomiędzy nim a Katniss była tylko częścią ich strategii, i załamuje się. Książka kończy się w chwili, kiedy oboje wychodzą na stację w Dwunastym Dystrykcie.

## Ważniejsze postacie

### Katniss Everdeen

Katniss Everdeen – wizja artystyczna

Zwana dziewczyną igrającą z ogniem. Szesnastoletnia dziewczyna mieszkająca z siostrą i matką w Dystrykcie Dwunastym. Jest główną żywicielką, od czasu gdy jej ojciec zginął podczas wybuchu w kopalni. By utrzymać swoją rodzinę, nielegalnie poluje w lesie wokół Dystryktu. Czas spędzony na łowach najpierw z ojcem, a potem swoim przyjacielem Gale’em zaowocowały tym, że jest wyśmienitą łuczniczką, potrafi zastawiać pułapki i świetnie radzi sobie w lesie. Jak większość mieszkańców Dystryktu ma czarne włosy, oliwkową skórę i szare oczy. Od czasu gdy po śmierci ojca matka popadła w depresję ma do niej żal, że nie zajęła się rodziną. Swoją młodszą siostrę Prim kocha ponad życie. W celu uchronienia jej od prawie pewnej śmierci na arenie, zgłasza się jako ochotniczka w organizowanych przez Kapitol Głodowych Igrzyskach. Razem z Peetą Mellarkiem stanowi reprezentację Dystryktu Dwunastego. Jej mentorem, czyli opiekunem na arenie, zostaje Haymitch Abernathy, który wygrał 50 edycję Igrzysk. Z Gale’em łączy ją skomplikowana więź emocjonalna, która jest „czymś więcej” niż przyjaźń. Peeta kocha ją, lecz Katniss nie jest pewna, czy odwzajemnia tę miłość.

### Peeta Mellark
Szesnastoletni chłopak zamieszkujący bogatszą część Dystryktu Dwunastego. Jest synem piekarza i od najmłodszych lat pomaga ojcu, dzięki czemu jest silny i posiada zdolności malarskie, które wykorzystuje do zdobienia ciast i tortów. Ma faliste, blond włosy i niebieskie oczy. Po ojcu odziedziczył dobry, przyjazny charakter czym zjednuje sobie ludzi. Jest również urodzonym mówcą co udowadnia podczas wywiadów jakich udzielił w okresie Igrzysk. Jest zakochany w Katniss Everdeen, od czasu kiedy zauważył ją w wieku 5 lat w szkole. Uratował ją od śmierci głodowej rzucając kawałek chleba. Razem tworzą reprezentację trybutów Dystryktu Dwunastego. W czasie Głodowych Igrzysk wiele razy ratuje życie swojej ukochanej.

### Haymitch Abernathy
Jest mentorem Katniss Everdeen i Peety Mellarka. Jedyny żyjący triumfator Głodowych Igrzysk z Dwunastego Dystryktu. Został zwycięzcą pięćdziesiątej edycji, będącym drugim Ćwierćwieczem Poskromienia. Przetrwał dzięki wrodzonemu sprytowi. Zmaga się z alkoholizmem, wywołanym prawdopodobnie traumą jaką dla każdego zwycięzcy są Głodowe Igrzyska. Nie chce się przywiązywać do kolejnych trybutów by nie przeżywać ich straty, dlatego początkowo ignoruje swoje zadanie wobec Katniss i Peety, jednak kiedy okazują oni determinację zaczyna wywiązywać się z obowiązków mentora. Podczas trwania Igrzysk wspiera Katniss prezentami, które nie tylko mają jej ułatwić przetrwanie, ale także podpowiedzieć co ma robić dalej.

### Gale Hawthorne
Osiemnastoletni mężczyzna i najlepszy przyjaciel Katniss Everdeen. W każdej wolnej chwili poluje w lesie, aby utrzymać rodzinę. Jego ojciec i tata Katniss zginęli podczas tego samego wybuchu w kopalni przez co chłopak stał się głową rodziny i to w jego rękach jest jej wyżywienie. Marzy o tym by pewnego dnia wyrwać się razem z Katniss z niewoli Panem i stać się wolnym człowiekiem. Potrafi dobrze strzelać z łuku, jednak najbardziej rozwiniętymi zdolnościami u niego jest skradanie i zakładanie sideł. Jest dobrze zbudowany i wiele dziewczyn podkochuje się w nim, jednak on kocha tylko Katniss.

### Primrose „Prim” Everdeen
Dwunastolatka, mieszkająca z matką i swoją siostrą – Katniss, w Dystrykcie Dwunastym. Po mamie ma blond włosy i niebieskie oczy. Została wylosowana do udziału w 74 Głodowych Igrzyskach, jednak została zastąpiona przez swoją starszą siostrę. Wraz z Katniss darzą się głęboką siostrzaną miłością. Posiada bardzo dobre serce, szczególnie dla zwierząt (przygarnęła zaniedbanego kota Jaskra i ciężko ranną kozę). Po matce, aptekarce, odziedziczyła predyspozycje do bycia lekarzem – nie brzydzi się chorób i obrażeń, dobrze sobie radzi z pomaganiem chorym zarówno ludziom, jak i zwierzętom.

## Adaptacja filmowa
W 2012 roku, na podstawie pierwszego tomu wytwórnia Lionsgate stworzyła film o tym samym tytule. Jego reżyserią zajął się Gary Ross, scenariuszem również Gary Ross oraz Billy Ray i Suzanne Collins, natomiast produkcją – Nina Jacobson. Rolę Katniss Everdeen zagrała Jennifer Lawrence, Peetę Mellarka – Josh Hutcherson, a Gale’a Hawthorna – Liam Hemsworth. 23 marca 2012, film miał swoją premierę w Polsce.
W 2013 roku ta sama wytwórnia (Lionsgate) wyprodukowała adaptację filmową II części książki.
Rok 2014 był zaskoczeniem dla fanów serii, gdyż tom 3, czyli Kosogłos, został podzielony na dwa filmy. Premiera części pierwszej miała miejsce w 2014 roku, zaś części drugiej rok później.